# 2020年中国大陆
| 中国历史 / 中国历史年表 |
| 世紀： 20世纪中国 / 21世纪中国 / 22世纪中国 |
| 年代： 1990年代中国大陆 / 2000年代中国大陆 / 2010年代中国大陆 / 2020年代中国大陆 / 2030年代中国大陆 / 2040年代中国大陆 / 2050年代中国大陆                     |
| 年份： 2016年中国大陆 / 2017年中国大陆 / 2018年中国大陆 / 2019年中国大陆 / 2020年中国大陆 / 2021年中国大陆 / 2022年中国大陆 / 2023年中国大陆 / 2024年中国大陆 |
| 纪年： 庚子年（鼠年）、中华人民共和国成立71周年 |

## 党和国家领导人

### 最高领导人
- 中共中央总书记：习近平

### 国家元首
- 国家主席：习近平
  - 国家副主席：王岐山

### 政府首脑
- 国务院总理：李克强
  - 国务院副总理：韩正、孙春兰、胡春华、刘鹤
  - 国务委员：魏凤和、王勇、王毅、肖捷、赵克志

### 最高国家权力机关
- 全国人大常委会委员长：栗战书
  - 全国人大常委会副委员长：王晨、曹建明、张春贤、沈跃跃、吉炳轩、艾力更·依明巴海、万鄂湘、陈竺、王东明、白玛赤林、丁仲礼、郝明金、蔡达峰、武维华

### 最高国策顾问机关
- 全国政协主席：汪洋
  - 全国政协副主席：张庆黎、刘奇葆、帕巴拉·格列朗杰、董建华、万钢、何厚铧、卢展工、王正伟、马飚、陈晓光、梁振英、夏宝龙、杨传堂、李斌、巴特尔、汪永清、何立峰、苏辉、郑建邦、辜胜阻、刘新成、何维、邵鸿、高云龙

### 最高监察机关
- 国家监委主任：杨晓渡
  - 国家监委副主任：刘金国、 杨晓超、 李书磊、 徐令义、 肖培、 陈小江

### 国家司法机关
- 最高人民法院院长：周强 首席大法官
- 最高人民检察院检察长：张军 首席大监察官

## 大事记
2020年中国大陆：1月 - 2月 - 3月 - 4月 - 5月 - 6月 - 7月 - 8月 - 9月 - 10月 - 11月 - 12月

### 1月
- 1月1日：自2020年1月1日零时起，长江流域的332个自然保护区和水产种质资源保护区全面禁止生产性捕捞。重点水域分类实行禁捕。长江流域捕捞渔民按照国家和所在地相关政策开展退捕转产。禁渔期暂定10年。据悉，由于受中国经济活动的长期影响，长江水域生态环境持续恶化，水生生物资源呈现急剧衰退趋势，中华鲟、长江江豚、长江鲟等珍稀濒危物种的自然栖息生境遭到破坏，水生生物保护工作形势严峻。[1][2]

- 1月2日：关于武汉市肺炎疫情，8名散布谣言者被依法查处。[3]

- 1月15日：当地时间1月15日，美国总统特朗普在白宫椭圆形办公室会见中共中央政治局委员、国务院副总理、中美全面经济对话中方牵头人刘鹤，双方共同出席中美第一阶段经贸协议签署仪式。[4]

- 1月18日：
  - 农历小年，武汉江岸区百步亭社区举行“万家宴”。
  - 20日，武汉市文旅局对市民发放20万张文旅惠民券，让市民过年期间可免费游览市内主要文旅景区。
  - 同日新京报记者在疫情源头汉口华南海鲜市场附近看到，周边居民和商户普遍并没有戴上口罩。以至于网上出现了段子：“武汉人都不知道武汉被外部隔离了”。[5]上述事件引发社会争议。

- 1月19日：武汉市就新型冠状病毒感染的肺炎综合防控工作答记者问，受访专家和政府工作人员表示，对本次的疫情初步印象是新型冠状病毒的传染力不强，不排除有限人传人的可能，但持续人传人的风险较低。随着各项工作防控措施的实施和落实，疫情“可防可控”。[6]

- 1月20日：
  - 国务院总理李克强对2019冠状病毒病疫情作出批示，要求各相关部门和地方要以对人民群众健康高度负责的态度，坚决防止疫情扩散蔓延。
  - 中共中央总书记习近平亦作出指示，要求加强舆论引导，加强有关政策措施宣传解读工作，坚决维护社会大局稳定，确保人民群众度过一个安定祥和的新春佳节[7]。
  - 李克强随即召开国务院常务会议，部署疫情防控工作[8]。

- 1月21日：
  - 国务院总理李克强在青海西宁考察时现身当地医院，他要求青海要做好防护工作，又鼓励医护工作者[9]。
  - 国家医疗保障局决定对确诊患者采取特殊报销政策，将相关药品和医疗服务临时纳入医保报销范畴[10]。

- “开车进故宫”事件引发社会关注。[11]。

- 1月22日：中共中央政治局委员、国务院副总理孙春兰赴武汉考察疫情防控工作。[12]

- 1月23日：世界卫生组织继续就2019冠状病毒病疫情召开紧急委员会会议。会议认为，这一疫情在中华人民共和国构成紧急情况，但尚未在全球构成紧急情况。世界卫生组织计划在十日内继续开会，研究疫情是否构成“国际关注的突发公共卫生事件”[13]。

- 1月24日：为应对2019冠状病毒病疫情的扩散，中华人民共和国湖北省内包括省会武汉市等十多个城市实施“封城”措施。[14]武汉市长指出至少有500万人在封城前逃离了武汉。[15]

- 1月25日：中共中央总书记习近平主持召开中共中央政治局常委会会议，专门听取中央政治局委员、国务院副总理孙春兰关于疫情防控工作的汇报，研究部署疫情防控工作。会议决定成立中央应对新型冠状病毒感染肺炎疫情工作领导小组，由李克强、王沪宁任正副组长，向湖北等疫情严重地区派出指导组，全面加强防控一线工作[16]。

- 1月26日：李克强主持召开中央应对新型冠状病毒感染肺炎疫情工作领导小组第一次会议。会议指出，优先保障湖北省和武汉市防控急需的医护力量和防护服、口罩等物资，确保居民生活必需品供应。加强疫情监测，严格隔离确诊患者，对疑似病例和密切接触者要按医学要求进行隔离和检查。及早做好春节假期后疫情防控安排，采取适当延长春节假期、调整学校开学时间、支持网上办公等措施，减少人员流动。[17]。

- 1月27日：国务院总理、应对肺炎疫情工作领导小组组长李克强亲自前往湖北省武汉市，考察指导2019冠状病毒病疫情的防控工作[18][19]。

### 2月
- 2月6日，早在年三十晚抵达武汉采访疫情的公民记者陈秋实在其推特账号上发布最后两则推文，分别转发网友抱怨武汉“方舱医院”隔离条件恶劣的信息，并称“稍等我去核实一下”[20]，以及武汉某社区的感染和发热人数[21]，同日晚间七至八时左右失踪、失联。随后其母亲和友人徐晓冬都在网络上核实了这一消息。[22][23]

- 2月7日：湖北省台办副主任、新闻发言人邢军志接受记者采访[24]，回应武汉台胞返台问题。此前，在2月3日执行的武汉返台包机，由于不符合台湾民众和政府的预期，陷入一系列舆论争议。

- 2月13日：中共中央决定，应勇任中共湖北省委委员、常委、书记，蒋超良不再担任湖北省委书记、常委、委员职务。王忠林任中共湖北省委常委、武汉市委书记，马国强不再担任湖北省委副书记、常委、武汉市委书记职务[25]。

- 2月28日：微博#外国人永久居留管理条例#登上热搜话题。该条例意见稿引起中国民间巨大争议，激起反对浪潮，中国法律服务网关于外国人永久居留管理条例意见征集页面因访问量过大死机。争议点有：
  - 1、居留权取得门槛过低，可能引进低素质移民，这里可以借鉴法国移民问题。由此也翻出杨宜勇可能发表过的“中华民族复兴可能靠外国人完成”、“鼓励女大学生和留学生联姻”的言论；
  - 2、意见稿存在明显漏洞，“相关”、“其他”字眼出现次数过多，存在操作空间；
  - 3、外国人在中国国内存在“超国民待遇”现象及国内各地区福利待遇差距大；
  - 4、外国人永居中国后，与原住民争夺本就不多的资源。[26][27][28][29]

### 3月
- 3月1日：国家网信办公布《网络信息内容生态治理规定》，即日起生效。[30]

- 3月7日：福建省泉州市鲤城区欣佳酒店发生楼体坍塌事故，事故共造成29人死亡、42人受伤。[31]

- 3月16日：全球第一针新冠肺炎疫苗在中国武汉施打，并公布了全世界第一份人体实验数据。[32]

- 3月23日：中国国务院总理兼中央应对疫情小组组长李克强宣布，以武汉市为主战场的中国本土疫情传播已基本阻断，抗疫获得初步成功。[33][34]

- 3月26日：为应对当前疫情，参考多国做法，中国决定暂时停止持有效中国签证、居留许可的外国人入境[35]。

- 3月31日：四川省西昌市突发森林火灾造成19人遇难，其中有18人是前来支援救火的宁南县森林草原专业扑火队员，1人是西昌当地带路的林场职工[36]。

### 4月
- 4月2日：山东第一医科大学第一附属医院为来自青海省海北州76岁老人手术，取出插进老人头部长达26年的10厘米刀刃[37][38]。

- 4月4日：该日为中国传统文化中的清明节。由于2019冠状病毒病疫情，中国举行建国以来第四次全国性哀悼活动，这也是首次因重大突发公共卫生事件而启动全国性哀悼。为表达全国各族人民对抗击肺炎疫情斗争牺牲烈士和逝世同胞的深切哀悼，国务院决定，2020年4月4日举行全国性哀悼活动。[39]在此期间，全国和驻外使领馆下半旗致哀，全国停止公共娱乐活动。4月4日10时起，全国人民默哀3分钟，汽车、火车、舰船鸣笛，防空警报鸣响。[40][41]

- 4月21日：连云港赣榆区一化工厂疑发生爆炸事故，伤亡情况不明。[42]

- 4月23日：大量重金属超标大米在云南被查获，近百吨不合格大米被销毁。[43]

- 4月24日：中国开启第二次火星探测，探测任务由原先的“萤火二号”更名为“天问一号”（Tianwen）。[44][45]

### 5月
- 5月7日：郑州市文物考古研究院在河南郑州公布双槐树古国时代都邑遗址阶段性重大考古成果：河南巩义发现5000多年前大型古城邑。[46]

- 5月21日：中华人民共和国全国政协十三届三次会议、十三届全国人大三次会议在北京召开。[47]

- 5月22日：广东河源市东源县2.8级地震，震源深度10千米。根据中国地震台网速报目录，震中周边200公里内近5年来发生3级以上地震共10次，最大地震是2015年9月24日在广东省汕尾市陆丰市发生的3.8级地震（距离本次震中157公里）[48]

- 5月25日：北京门头沟区3.6级地震，震源深度18千米。根据中国地震台网速报目录，震中周边200公里内近5年来发生3级以上地震共14次，最大地震是2018年2月12日在河北廊坊市永清县发生的4.3级地震（距离本次震中97公里）。[49]

- 5月27日：上午11时整，中国2020珠峰高程测量登山队攻顶队员成功登顶珠穆朗玛峰。此前，中国先后在1975年、2005年成功测定并公布珠穆朗玛峰高程。[50][51]

### 6月

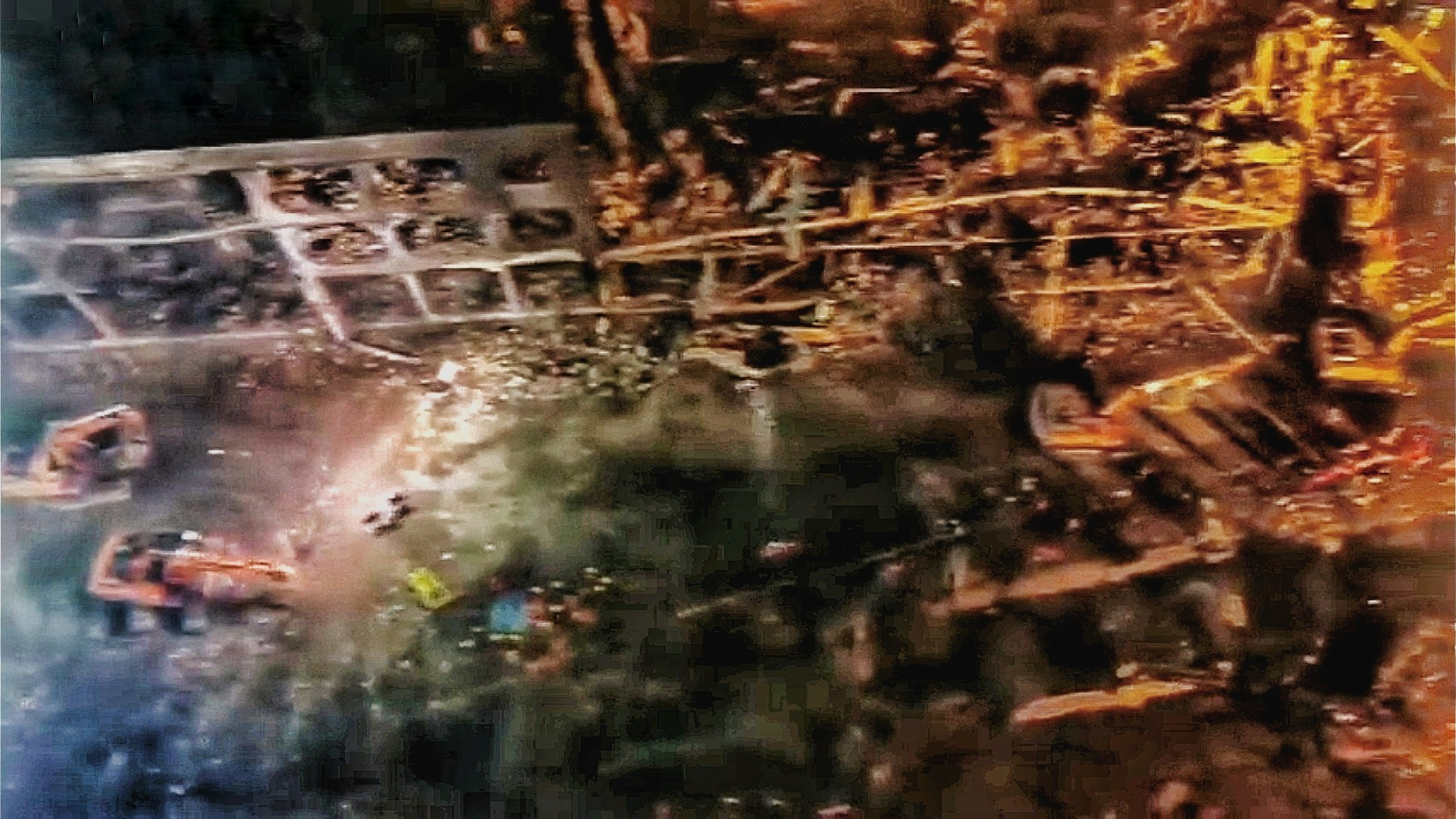
6·13沈海高速温岭大溪段槽罐车爆炸事故后當天稍晚，救援人员在被強烈氣爆所燒毀的大樓中進行人員搜索。

- 2020年中國南方水災：6月2-29日連續28天暴雨警報。

- 6月2日：连云港“药神案”二审宣判：林永祥、何永高等刑罚减轻，售假药改判为非法经营。[52]

- 6月4日：遵照最高人民法院下达的执行死刑命令，上海市第二中级人民法院已依法对上海杀妻藏尸案被告朱晓东执行死刑。[53]

- 6月11日：2020年北京新发地农产品批发市场冠状病毒病聚集性疫情爆发。

- 6月13日：浙江省台州温岭市沈海高速公路上一辆槽罐车爆炸引发一起交通事故，其随即由匝道直接被炸飞至附近厂房小区，泄露的高濃度油氣并发生二次爆炸與大火。截至6月15日7时许，事故共造成20人死亡，172人受伤，其中伤势较重人员24人，生命体征平稳[54]。媒体称本次事故可能是“近20年来最严重的一起运行中的液化石油气槽罐车爆炸事故”[55][56]。

- 6月15日：晚，中国边防部队在加勒万河谷与印军爆发剧烈肢体冲突[57]。

- 6月30日：第十三届全国人大常委会第二十次会议以162票全票通过《中华人民共和国香港特别行政区维护国家安全法》，并决定将该法列入《中华人民共和国香港特别行政区基本法》附件三[58]，特区政府同日晚间11时刊宪公布实施[59]。

### 7月
- 7月7日：受疫情影响推迟一个月的2020年中國高考举行。

- 7月7日：贵州安顺西秀区发生一起交通事故，一辆本地公交车在行驶时90度急转彎冲出路边护栏，坠入虹山湖水庫。至当晚，共21人死亡[60]，16人受伤，由於事發時正值2020年中國高考，車上載有當天高考回家的考生，引起輿論關注。[61]

- 7月12日：河北唐山古冶区发生5.1级地震，河北、北京、天津等地有震感，无人员伤亡报告。[62]

- 7月15日：國家統計局公佈全國夏糧生產數據，總產量達14,281萬噸，創下歷史新高。[63][64]

- 7月23日：西藏那曲市尼玛县发生6.6级地震，随后又发生了4.3级、4.1级、3.7级三次余震。[65]

- 7月27日：中国外交部通知美方撤销对美国驻成都总领事馆的设立和运行许可，并敦促美方立即撤销其关闭中国驻休斯敦总领事馆的错误决定。[66]

- 7月28日：中国大陆新增确诊病例101例，为逾3個半月以來首次破百，其中98例为本土病例[67]。中國疾控中心流行病學前首席科學家曾光接受媒体採訪時表示，此情況的出現，意味著疫情出現局部反彈，又稱在這個區間內出現反彈是正常的。他又说，隨著疫情防控措施越來越成熟，疫情未來在中國大陸出現大流行的可能性不大[68]。

### 8月
- 2020年内蒙古双语教育新政策争议：8月下旬起，内蒙古教育厅发布的小学课程改革方案中，有关自2020年9月1日起在蒙古语授课的学校部分科目改用教育部统编教材并用规范汉字讲授的条文，引发民众的强烈不满和大规模示威冲突。[69]

### 9月
- 9月22日：素有“任大炮”之称的北京市华远集团有限公司原董事长任志强以“贪污受贿”等罪名，被北京市第二中级人民法院判处有期徒刑18年。[70]

### 10月
- 10月1日：中华人民共和国成立71周年。

- 10月8日：台湾驻斐济商务办事处在斐济首都苏瓦的太平洋酒店举行的“双十”国庆酒会上，台湾与中国双方外交官发生了肢体冲突，并互相指责对方动手。事后台湾外交部对于中国外交部人员严重违反国际法治与文明规范的粗暴行为，予以最严厉的谴责，而中方则否认指控，称台湾“贼喊捉贼”。事件在台湾引发巨大愤慨，各党派都发声谴责中国的战狼外交。[71]

- 10月11-13日：中国官媒央视连续三天披露“台湾间谍案”，宣称国家安全机关组织“破获数百起间谍窃密案件”，并在新闻节目中播出了相关台湾人士露面认罪道歉的画面。事件引发社会争论，台湾舆论一片哗然，有观察人士直指漏洞百出，台湾陆委会则批北京这是“无稽之谈”。[72]

### 11月
- 11月1日：第七次全国人口普查正式进入登记阶段。[73]

- 11月2日：蚂蚁集团有关人员马云等人被约谈[74]，次日晚间上海证券交易所宣布蚂蚁金服暂缓上市[75]。

- 11月5日至10日：第三届中国国际进口博览会在上海举行。

- 11月10日，中国国家市场监管总局发布“反垄断指南”征求意见稿[76]，阿里巴巴、唯品会[77]等民企随后就被立案调查，并受到处罚。

- 11月19日：山东省德州市中级人民法院在官方微博发布《关于被告人张吉林、刘兰英、张丙虐待罪案有关情况的通报》，通报表述“我院经依法审理，认为本案未涉及国家秘密或个人隐私，原审不公开开庭审理，违反法律规定的诉讼程序，裁定撤销原判，发回禹城市人民法院重新审理。[78]”

- 11月23日：贵州宣布最后9个深度贫困县退出贫困县序列，官方宣称全国832个国家级贫困县全部脱贫摘帽，全国脱贫攻坚目标任务已经完成。[79]

### 12月
- 12月17日：中国正式禁止从澳大利亚进口煤炭。此前几个月中国已对澳洲红酒、牛肉、大麦、龙虾、煤矿、木材等商品进口采取不明确的限制，导致两国之间的贸易大幅减少，巨型运货船更滞留中国外海超过半年，船员身心大受影响，请求国际协助，引发各方争议。[80]

- 12月中下旬起：华南出现大规模停电限电现象，“世界超市”义乌市首当其冲，17日傍晚义乌全城进入“省电模式”，随后浙江、江西、湖南、广东等多个省份陆续传出“拉闸限电”，湖南省电力甚至一度进入“战时状态”，北京和上海也出现短暂停电。是次拉闸限电严重影响民生经济活动，工厂间歇性停工、楼宇电梯停运，浙江更通知各地能源“双控”，规定气温在摄氏3度或以下时才可开启空调等取暖设备，时值大陆多地遭遇极端寒冷天气，造成民生不便。[81]

- 12月23日：全国“扫黄打非”工作小组办公室通报，根据网民反映，已查办漫画作者JM，沈阳公安机关以涉嫌制作淫秽物品牟利罪将JM（蒋某某）刑事拘留。[82]

- 12月31日：除陝西省以外的所有省級行政區全面實施數碼電視廣播。

## 2019冠状病毒病中国大陆疫情
目前公認的数据统计认为，首宗确诊病例发病时间是2019年12月1日。首位前往医院就诊的患者可能出现于12月12日。12月26日，武汉市呼吸与重症医学科医生张继先最早发现和上报此不明原因肺炎，并怀疑该病属传染病。其后该病在武汉市出现大规模疫情。2020年1月23日，武汉市新冠肺炎疫情防控指挥部宣布采取疫区封锁隔离措施，是近代公共衛生史上第一例将1100万人口的大城市采取封锁措施。3月12日，中华人民共和国国家卫生健康委员会宣布，总体上中国大陆本轮疫情流行高峰已经过去。3月23日，中华人民共和国国务院总理兼中央应对疫情小组组长李克强宣布，以武汉市为主战场的中国本土疫情传播已基本阻断。但此后仍有数起小规模集中爆发事件，但均通过大规模检测等措施在早期阻断了传播，如4月的绥芬河，5月份的舒兰市，6月份北京市的新发地市场、7月新疆维吾尔自治区乌鲁木齐市與辽宁省大連市等。
因防疫造成的人员流动限制，对中国大陆水利工作造成影响，间接导致了2020年中國南方水災。疫情对水利工作的影响主要体现在：主要靠冬修春修的堤防维护因冬春两季正值抗疫而受限，应在汛前完工的涉水工程受到疫情影响未能按时完工，中华人民共和国水利部和各级政府的防汛检查、对基层干部的培训也都受到疫情影响。

## 2020年中国南方水灾
- 2020年6月初中国迎来大范围强降雨，如广东惠州龍門縣在6月初降雨量达到926.4毫米。[98]在6月有10条河流超历史水位，包括長江上游支流綦江、小金川、梭磨河，其中重慶綦江在6月22日8小时内洪水涨幅10米。[99]暴雨連續導致洪水來得集中，6月20－30日期間30條河流超保障水位。[99]6月以来全国共250条河流发生超警戒水位以上洪水，较常年同期偏多4成，集中在广东、广西、贵州、四川、重庆、湖南、湖北、江西、安徽；水位偏高的主要河流包括长江中下游干流及两湖偏高0.38～1.91米，淮河偏高2.07～4.31米，太湖偏高0.49米。[99]

- 7月2日，水利部宣布长江发生2020年长江第一号洪水，启动Ⅳ级应急响应[100]。

- 7月5日，湖北[101]，湖南[102]，浙江[103]，江苏[104]四省提升暴雨应急响应为三级，安徽省暴雨应急响应至二级[105]。
- 7月8日，河北[106]，福建[107]启动暴雨四级应急响应。江西提升暴雨应急响应为二级，鄱阳湖及饶河、修河水位超警[108]。
- 7月9日，长江水利委员会水文局升级长江中下游干流城陵矶至南京江段、洞庭湖湖区、鄱阳湖湖区、水阳江洪水橙色预警，中央气象台连续第三天发布暴雨橙色预警[109]。福建提升暴雨应急响应为三级[110]。
- 7月10日，重庆[111]，河南[112]，甘肃[113]启动暴雨四级应急响应，湖北启动防汛二级应急响应[114]，江西提升防汛应急响应为二级[115]。
- 7月11日，江西提升防汛应急响应为一级，当地防汛部门预计鄱阳湖湖区将发生流域性大洪水[116]。
- 7月12日，水利部将水旱灾害防御Ⅲ级应急响应提升至Ⅱ级[117]。鄱阳湖水位升至歷史最高位[118]。
- 自6月至7月13日以来，中華人民共和國共有433条河流发生超警以上洪水，其中109条河流发生超保洪水，33条河流发生超历史洪水；长江、黄河上游、珠江流域西江和北江、太湖先后发生1号洪水[119]。
- 7月17日，长江2020年第2号洪水在上游形成[120]。
- 7月18日，淮河发生2020年第1号洪水[121]。
- 7月21日，黄河出现2020年第2号洪水[122]。
- 7月23日晚，长江2020年第2号洪水悄然过境武汉[123]。
- 7月26日，长江2020年第3号洪水在长江上游形成[124]。
- 7月27日，长江2020年第3号洪水过境重庆，千年古镇磁器口遭淹[125]。
- 7月29日，长江2020年第3号洪水平稳过境沙市 水位为42.66米。
- 7月30日，长江2020年第3号洪水过境武汉，汉口水位28.44米。
- 8月14日，长江2020年第4号洪水在长江上游形成[126]。
- 8月15日晨，2020年长江第4号洪水、嘉陵江第1号洪水顺利通过重庆主城[127]。
- 8月16日，嘉陵江第2号洪水形成[128]。
- 8月17日，长江2020年第5号洪水在长江上游形成[129]。
- 8月18日5时，四川省与重庆市启动I级防汛应急响应。这是四川和重庆两地首次启动I级防汛应急响应[130][131]。同日2020年黄河第5号洪水形成[132]。
- 8月20日12时，嘉陵江第2号洪水與长江第5号洪水的洪峰通过重庆主城区[133]。

## 逝世
- 1月16日，赵忠祥，中国中央电视台著名主持人，享年78歲。[134]
- 2月7日，李文亮，武汉市中心医院眼科医生，因向外界发出防护预警，而被称为疫情“吹哨人”。[135][136]
- 6月28日，唯一一位连任13届的全国人大代表申纪兰在山西长治逝世[137]。